# Grand scandale des tramways américains

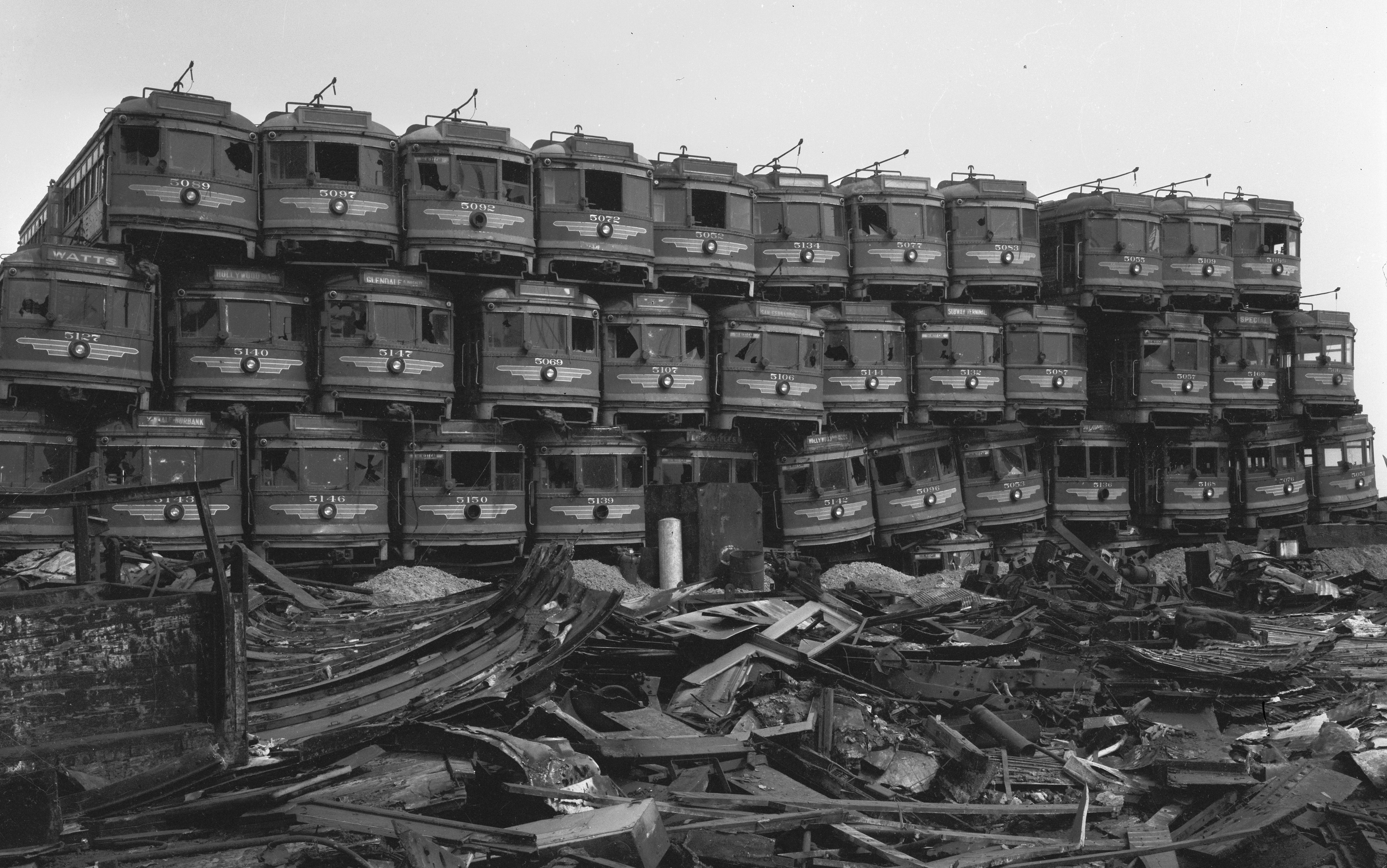
« Trams rouges » de Los Angeles de la Pacific Electric Railway, empilés en attente de leur démolition en 1956.

Le grand scandale des tramways américains est, dans les années 1970, le résultat d'un procès perdu par General Motors et d'autres entreprises américaines des secteurs de l'automobile et du pétrole.
Lors de ce procès, de nombreuses révélations sont faites concernant l'abandon, des années 1930 aux années 1950, des réseaux de transport en commun électriques de surface en raison de leur lobbying.

## Contexte
Dans les années 1910-1920, les rues des grandes villes américaines comptent de plus en plus de voitures, notamment de Ford T produites en série, qui créent des embouteillages ralentissant les tramways et les trolleys : entre 1915 et 1927, le nombre de voitures automobiles à New York passe de 40 000 à 612 000. En 1922, le PDG de General Motors crée un groupe de travail dont la mission est de concevoir une stratégie visant à remplacer les tramways électriques d'abord par des autobus, puis par des voitures.
Dans les années 1930, deux grandes firmes électriques, General Electric et Insull, ont pris possession de la plupart des compagnies de tramways, ce qui leur permet de lisser les pics de consommation et d’optimiser la production de leurs centrales.
En 1935, le Public Utility Holding Company Act oblige les compagnies électriques à vendre les compagnies de tramways,. General Motors, Standard Oil et Firestone s'allient à deux petites entreprises de transport, Rapid Transit Company et Yellow Coach Bus Company, pour créer la National City Lines. L'objet de cette dernière est de racheter à bas prix les tramways dans une cinquantaine de villes américaines (dont Détroit, New York, Oakland, Philadelphie, Chicago, St. Louis, Salt Lake City, Tulsa, Baltimore, Minneapolis, Seattle et Los Angeles)[réf. nécessaire]. Les lignes de tramways sont supprimées ou remplacées par des autobus à essence, afin de créer de nouveaux débouchés à l'industrie automobile.

## Les versions antagonistes
Il existe deux points de vue :
- la premier point de vue est celui de « General Motors » selon lequel les dysfonctionnements des tramways à cette époque rendaient leur fin inéluctable, du fait de plusieurs facteurs :
  - l'invention du moteur à explosion a fortement développé l'industrie automobile, qui a construit des voitures, les voyageurs en ont acheté et n'utilisent donc plus les tramways, donc ceux-ci sont devenus obsolètes ;
  - les tramways dépendent fortement du trafic routier et les bouchons créés par les voitures ralentissent les trams ; de plus, le réseau ferré ou câblé (trolleybus) était concentré dans le centre-ville et les personnes résidant en banlieue ont besoin de voitures pour se déplacer. Ce phénomène a notamment été accentué par l'expansion des villes (suburbanisation), augmentant le nombre de personnes se déplaçant en voiture ;
  - des problèmes de gestion et de coûts auraient également affaibli les tramways ; l'attribution d'aides financières publiques excluait le réseau de transport en commun électrique du marché et faussait la libre concurrence.
- le second point de vue affirme que le transport en commun électrique est un bien commun et un service public qui n'a pas vocation à être rentable, mais à décongestionner les villes (si les 50 passagers d'un streetcar moyen prennent 25 voitures, ils occuperont 70 m de chaussée et pollueront en proportion) ; selon ce point de vue, l'industrie automobile et pétrolière a sciemment voulu « tuer » les transports électriques de surface des États-Unis afin de leur substituer des bus et des autos pour multiplier son chiffre d'affaires, violant ainsi les sections I et II du Sherman Antitrust Act.

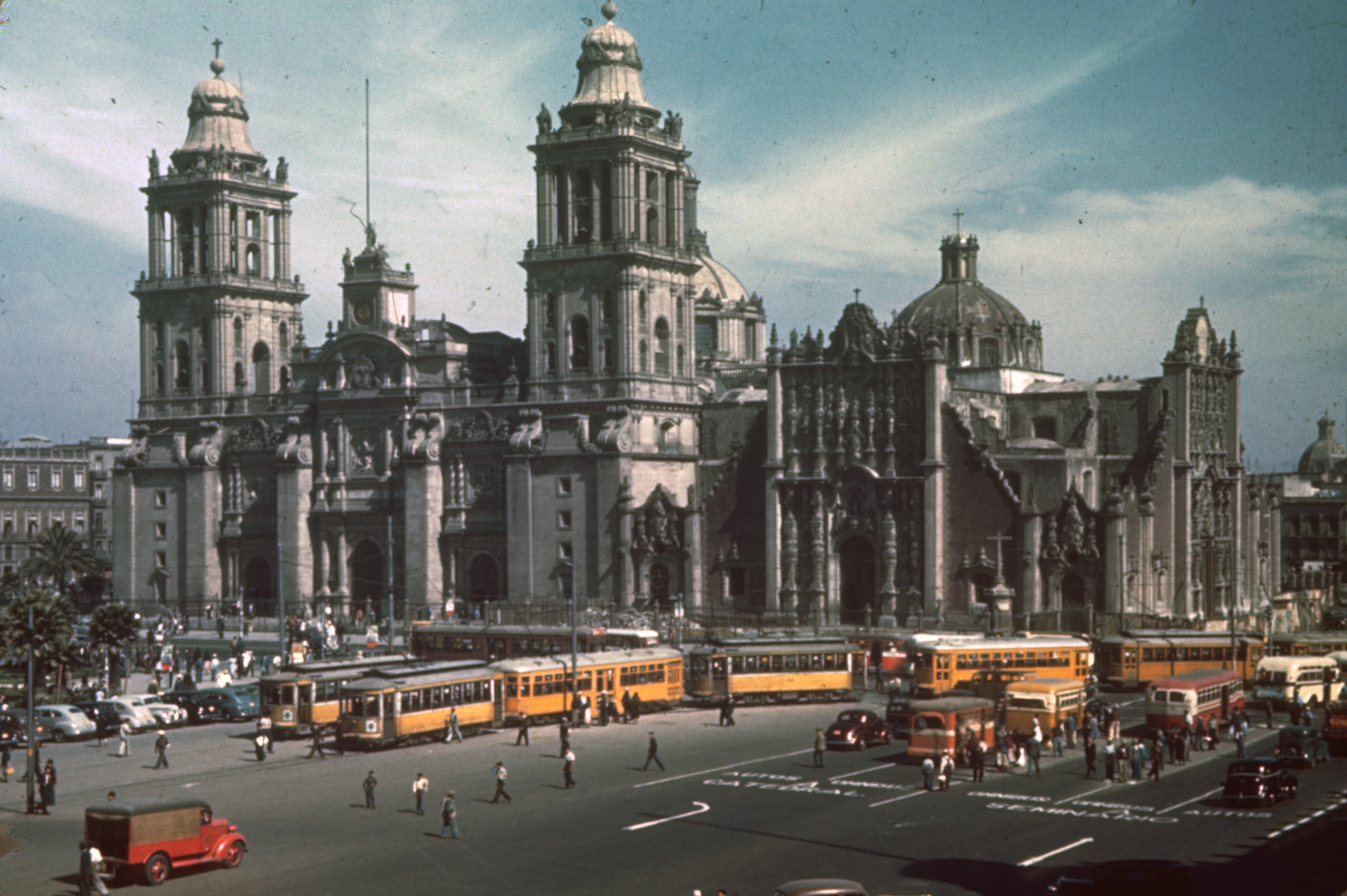
Ce n'est pas seulement aux États-Unis que les tramways ont disparu au profit des bus et des voitures : à Mexico, il ne reste rien en 1965 du réseau électrique de la métropole mexicaine, ici en 1940 connecté devant la cathédrale. En France aussi, le dense réseau de trams de la région parisienne installé à partir de 1855 (qui desservait aussi les banlieues) disparaît totalement en 1938.

En 1947, un grand jury californien inculpe les neuf accusés : General Motors, Mack Manufacturing Company, Phillips Petroleum Company, Standard Oil Company of California, Federal Engineering Corporation (propriété de Standard Oil), Firestone Tire and Rubber Company, National City Lines (maison-mère de 46 sociétés de transport dans 16 États), Pacific City Lines (auparavant filiale de NCL) et American City Lines (filiale de NCL opérant dans les grandes agglomérations) d'avoir violé le Sherman Antitrust Act. L'acte d'accusation aboutit à l'ouverture d'une procédure civile et pénale. En 1949, l'affaire est transférée à Chicago, où le procès s'ouvre. Une théorie du complot des années 1970 soutient que le procès aurait donné lieu à une condamnation pour « complot en vue de détruire le système de transport en commun du pays », mais l'universitaire Martha J. Bianco souligne que les accusés ont été acquittés du premier chef d'accusation selon lequel ils auraient pris le contrôle d'un nombre important d'entreprises de transport en commun uniquement dans le but d'éliminer les réseaux de transport électrique de surface. Toutefois, General Motors est condamné à une amende symbolique de 5 000 $ au titre du second chef d'accusation, selon lequel elle aurait comploté en vue d'éliminer la concurrence dans la vente de bus et de pièces détachées à National City Lines, société elle-même contrôlée par General Motors,. General Motors fait appel et voit sa peine confirmée en 1951. Sur cette conclusion qui ne remet pas en cause la fin du transport électrique urbain mais punit seulement (et légèrement) l'entrave à la concurrence, le dossier est classé en 1955.